# Tadeusz Grabarczyk
Tadeusz Grabarczyk (ur. 1946) – emerytowany prof. nadzw. dr hab. Uniwersytetu Łódzkiego, były kierownik Zakładu Archeologii Pomorza Uniwersytetu Łódzkiego. Polski archeolog o specjalizacji w zakresie archeologii pradziejowej w tym epoka brązu oraz wczesna epoka żelaza, pracownik naukowy i fakultatywny Instytutu Archeologii UŁ. Przewodniczący ZNP na Uniwersytecie Łódzkim. Promotor przewodów doktorskich. Członek Zrzeszenia Kaszubsko-Pomorskiego. Mieszka i pracuje w Łodzi.
W latach 1965–1970 studiował archeologię na Wydziale Filozoficzno-Historycznym UŁ pod kierunkiem prof. Konrada Jażdżewskiego. Doktorat obronił w 1978. Rozprawa habilitacyjna na temat Kultura wielbarska na Pojezierzach Krajeńskim i Kaszubskim, napisana na Wydziale Historycznym, Uniwersytetu Poznańskiego w roku 1998.
Kierownik misji archeologicznej w Odrach, Węsiorach, Łęgu oraz prac w ramach Pomorskiej Ekspedycji Archeologicznej UŁ. Autor licznych artykułów i publikacji opisujących zagadnienia osadnicze na pograniczu gocko-gepidzkim na Pomorzu w okresie wpływów rzymskich od I-IV w n.e. Współpracuje z prof. Leszkiem Kajzerem oraz prof. Jerzym Kmiecińskim. Od 2017 r. jest redaktorem naczelnym „Pomorania Antiqua”, organu Muzeum Archeologicznego w Gdańsku. Od 2010 r. jest przewodniczącym Rady Muzealnej także w Muzeum Archeologicznym w Gdańsku.

## Publikacje (wybrane)
- Tadeusz Grabarczyk, Kultura wielbarska na Pojezierzach Krajeńskim i Kaszubskim. Uniwersytet Łódzki Łódź 1997 m-365
- Tadeusz Grabarczyk, Metalowe rzemiosło artystyczne na Pomorzu w okresie rzymskim. Gdańskie Towarzystwo Naukowe Gdańsk 1988 m-400
- Tadeusz Grabarczyk, Rozwój osadnictwa pradziejowego w Borach Tucholskich od schyłku paleolitu do III w. n.e. Wydawnictwo Uniwersytetu Łódzkiego Łódź 1992
- Tadeusz Grabarczyk, Dziewiętnastowieczna archeologia gdańska, Instytut Archeologii Uniwersytetu Łódzkiego, 2014